# Олів'є Боскальї
Олів'є Максим Боскальї (фр. Olivier Maxime Boscagli, нар. 18 листопада 1997, Монако) — французький футболіст, захисник нідерландського ПСВ.

## Ігрова практика

### Клубна
Олів'є Боскальї є вихованцем молодіжної команди клубу «Ніцца». З 2013 року футболіст є постійним гравцем клубної академії. З наступного сезону його почали залучати до занять першої команди. Першу гру в основі Боскальї провів у квітні 2015 року проти «Ренна», коли велика кількість травмованих гравців дала можливість молодому футболісту вийти в стартовому складі.
Починаючи з сезону 2015/16 Боскальї вже є постійним гравцем основного складу. У грудні 2015 року він забив гол у Лізі 1 і став наймолодшим автором голу в тому сезоні в чемпіонаті. Сезон 2017/18 захисник провів в оренді у клубі Ліги 2 «Нім».
У липні 2019 року Боскальї перейшов до нідерландського ПСВ, з яким підписав контракт на чотири роки.

### Збірна
З 2014 року Олів'є Боскальї виступав за юнацькі збірні Франції всіх вікових категорій. Провів п'ять поєдинків у молодіжній збірній Франції

## Титули
ПСВ
 Переможець Кубка Нідерландів (2): 2021/22, 2022/23
 Переможець Суперкубка Нідерландів (3): 2021, 2022, 2023
 Чемпіон Нідерландів (2): 2023/24, 2024/25
Франція (U-19)
 Чемпіон Європи: 2016
Особисті досягнення
- Команда місяця Ередивізі (2): квітень 2024[6], серпень 2024[7]